# Королевский бассейн Содружества
Королевский бассейн Содружества — это здание категории А  в районе Сент-Леонардс, Эдинбург, Шотландия, в котором расположен один из главных плавательных бассейнов Шотландии. В простонародье закрепилось сокращенное название «бассейн Содружества», а в разговорной речи его называют «комми».

## История
Строительство главного бассейна в Эдинбурге, начавшееся в 1967г., было приурочено к открытию Игр Содружества в 1970г.
Бассейн использовался для проведения программы по прыжкам в воду во время игр 1986 и 2014гг..
Бассейн находится в управлении организации Edinburgh Leisure, аффилированной с муниципалитетом города.
В 2012 г. здание, внутренние помещения и  бассейн для прыжков были существенно реконструированы или улучшены. Сейчас в нем также располагаются студии фитнеса, гимнастики, учебный плавательный бассейн, кафе и мягкий игровой зал. 